# Borough de la Rhondda
Pour les articles homonymes, voir Rhondda (homonymie).
Le borough de la Rhondda (borough of Rhondda en anglais) est une ancienne zone de gouvernement local de deuxième niveau du pays de Galles.
Créé au 1er avril 1974 au sein du comté du Mid Glamorgan par le Local Government Act 1972, il est aboli le 31 mars 1996 en vertu du Local Government (Wales) Act 1994. Avec une partie du borough de Taff-Ely et le borough de la Cynon Valley, son territoire est constitutif du borough de comté de Rhondda, Cynon, Taff institué à partir du 1er avril 1996.

## Géographie
Le territoire du borough relève du comté administratif du Glamorgan. Au 1er avril 1974, il constitue, avec les districts de la Cynon Valley, de Merthyr Tydfil, de l’Ogwr, de la Rhymney Valley et de Taff-Ely, le comté du Mid Glamorgan, zone de gouvernement local de premier niveau créée par le Local Government Act 1972,.
Alors que le borough admet 80 845 habitants au recensement de 1981, 76 105 résidents sont comptabilisés lors du recensement de 1991. La superficie du territoire du borough est évaluée à 23 882 acres en 1978,,.

## Toponymie
Simplement défini par un ensemble de territoires par le Local Government Act 1972, le borough prend le nom officiel de Rhondda en vertu du Districts in Wales (Names) Order 1973, un décret en Conseil du 8 janvier 1973 pris par le secrétaire d’État pour le Pays de Galles,.
Ainsi, le borough tient son appellation de la Vallée de la Rhondda (en) (Rhondda Valley en anglais), qui elle-même tire son nom du cours d’eau de la Rhondda.

## Histoire
Le district de la Rhondda est érigé au 1er avril 1974 à partir du borough municipal de la Rhondda. Alors que la notion de borough municipal est abolie par le Local Government Act 1972, le statut de borough est conféré au nouveau district par un décret en Conseil du 24 octobre 1973, avec une entrée en vigueur au 1er avril 1974. Il est ainsi permis à la zone de gouvernement local de s’intituler « borough de la Rhondda » (borough of Rhondda en anglais) tandis que son assemblée délibérante prend le nom de « conseil de borough de la Rhondda » (Rhondda Borough Council en anglais) au sens de la section 21 du Local Government Act 1972,,.
Le borough est aboli au 31 mars 1996 par le Local Government (Wales) Act 1994, son territoire relevant désormais du borough de comté de Rhondda, Cynon, Taff au sens de la loi.